# Fan Zeng
Fan Zeng (Fan, de son nom, Zeng de son prénom ; langue chinoise : 范曾 et pinyin : fàn zēng ), né en 1938 à Nantong, province de Jiangsu (Chine) est un artiste peintre, poète, calligraphe et écrivain de renom chinois.  
Descendant d’une longue lignée de lettrés chinois depuis la dynastie Song (960-1279), il contribue à perpétuer ce savoir en s’impliquant dans l’enseignement et la recherche universitaire, (professeur et directeur de recherche à l’Université de Pékin, où il préside l’Institut des recherches sur l’art pictural chinois ; professeur et directeur de recherches à l’Université de Nankai (Tianjin), directeur de recherche à l’Académie des beaux-arts de Chine, directeur de l’Institut culturel Panshan) mais aussi à son rayonnement au niveau international (Fan Zeng est nommé conseiller spécial pour la diversité culturelle à l’UNESCO en 2009 et reçoit l'insigne de chevalier de la légion d'honneur  en 2010 pour ses contributions aux échanges culturels franco-chinois. À l'occasion de son exposition personnelle à Rome, il reçoit l'insigne de commandeur de l'Ordre du mérite de la république italienne en 2015).

## Biographie
Fan Zeng est né en 1938 à Nantong (chinois 南通 ; pinyin : Nántōng), dans la province de Jiangsu Chine. 
Il est l’héritier d’une longue lignée de lettrés chinois, soit treize générations ayant perpétué la tradition des belles lettres depuis la dynastie Song (960-1279).
Parmi ses aïeuls les plus connus, on notera : 
Fan Zhongyan (chinois 范仲淹 : 989-1052), homme politique et lettré de la dynastie Song, fut nommé chancelier de 1040 à 1045.
Fan Chengda  (chinois 范成大 : 1126-1193), homme politique et lettré de la dynastie Song, un des poètes les plus connus de cette dynastie.
Fan Dangshi  (nom d’artiste : Fan Bozi 范伯子 1854-1905), arrière grand-père de Fan Zeng, illustre poète et grand lettré de la fin de la Dynastie Qing (1644-1912).
Depuis son enfance, Fan Zeng reçoit une éducation classique au sein de la famille. Son père, lui-même lettré, lui transmet, ainsi qu’à ses deux autres fils, les bases de la culture chinoise traditionnelle.
À treize ans, Fan Zeng est devenu membre du Comité des Artistes de Nantong. Il est reçu à l’université de Nankai à Tianjin à l’âge de dix-sept ans, où il va étudier l’histoire. Deux ans plus tard, il soumet au directeur de l’Institut central des beaux-arts à Pékin des articles qui lui valent d’être admis dans le tout nouveau département d’histoire de l’art. Malheureusement, la répression qui s’abat sur les intellectuels à la suite du mouvement des « cent fleurs » prive l’Institut de son directeur et de la plupart de ses professeurs. Le département est dissous et Fan Zeng intègre celui de peinture chinoise où il étudie sous la direction de Jiang Zhaohe, un maître de portrait. 
Son diplôme en poche, il rejoint en 1962 sa première affectation officielle : l’atelier de peinture du musée d’histoire de la Chine à Pékin, où il aura accès à de nombreuses pièces originales dont il pourra se nourrir en les copiant à loisir. C’est également à cette époque qu’il publie un premier livre sur Xu Beihong.  
En 1978, Fan Zeng, qui a maintenant quarante ans, est nommé professeur à l’Institut central des arts décoratif. 
À partir de cette même année, Fan Zeng, qui a déjà acquis une très grande renommée, commence à exposer ses œuvres dans le monde entier.  
En 1979, il voyage au Japon, à Hong-Kong, au Canada, tout en multipliant les œuvres d’une grande maturité artistique. 
Ses expositions personnelles au Japon remportent un tel succès que des instances chinoises et japonaises décident la création, dans la ville d’Okayama, d’un musée entièrement consacré à son œuvre en 1984. 
Seconde consécration la même année où il est nommé professeur titulaire à l’université de Nankai (Tianjin) où, presque trente ans auparavant, il avait été étudiant.  
En 1990, Fan Zeng quitte la Chine pour la France, où il résidera durant trois ans. Il est saisi par la beauté de la capitale, qui ressemble toujours à celle qui est décrite dans les romans de Balzac et de Victor Hugo qu’adolescent, il les lisait avec passion.  
En 2002,  Fan Zeng est nommé professeur perpétuel de l’université Nankai (Tianjin).
Il est également nommé directeur de l’Institut de recherche en sciences humaines et sociales de l’université de Haiyang à Qingdao.  
En 2003, Fan Zeng est nommé directeur de recherche à l’Académie des beaux-arts de Chine (中国艺术研究院).  
En 2004, dans le cadre de l’année de la Chine en France, la Bibliothèque nationale de France a organisé une importante exposition consacrée à l’écriture chinoise, "Chine, l’Empire du trait". À cette occasion, le peintre a fait don de calligraphies originales et d’un coffret contenant les vingt et un volumes reliés à l’ancienne des œuvres poétiques et littéraires des membres de la famille Fan, qui venaient d’être imprimés en Chine. Lors de cet évènement, une interview a été publiée dans « les chroniques de la BNF no 25 janvier à mars 2004 », ainsi qu'une série d'interview vidéos visibles sur le site de la BNF.
En 2008, Fan Zeng reçoit la médaille d’Or de l’Étoile Civique en France.
En 2009, Fan Zeng est nommé conseiller spécial pour la diversité culturelle à l’UNESCO. 
La même année, une exposition lui est consacrée à la maison de l’UNESCO à Paris, où il tiendra une conférence intitulée « retour à la nature, retour aux origines » .
Le 9 septembre 2010, Fan Zeng reçoit l’insigne de chevalier de la légion d’honneur  pour récompenser ses contributions aux échanges culturels entre la Chine et la France.  
En 2011, Fan Zeng est nommé Docteur ès lettres honoris causa de l’Université de Glasgow (Écosse, R.-U.) et celle de l’Université de l'Alberta (Canada) en 2012.
En 2015, à l'occasion de son exposition personnelle à Rome, il reçoit l'insigne de commandeur de l'Ordre du mérite de la république italienne.

## Œuvres
Les peintures de Fan Zeng sont les reflets de son imaginaire inspiré par les grands penseurs chinois tels que (Lao-Tseu, Confucius, Tchouang-Tseu), les grands poètes (Li Bai) et des grands peintres lettrés (Bada shanren). 
Parmi les sujets chers à l’artiste, on retrouve Lao-tseu en route vers la passe frontière ainsi que Zhong-Kui chassant les démons, deux thèmes qui figurent parmi les thèmes classiques des lettrés.  

## Collections publiques
- « Dans l’esprit des poètes de Tang », Palais de l'Assemblée du Peuple
- collection permanente du musée de la Cité Interdite, Beijing
- collection permanente du musée provincial du Shandong
- collection permanente de la Galerie nationale Rongbaozhai, Beijing

## Expositions personnelles, sélection
- 2015    "La sinfonia delle civiltà" Complesso del Vittoriano - Ala Brasini, Rome, Italie [15]
- 2012	Centre culturel de Chine à Paris, Paris, France
- 2009	Maison de l’UNESCO, Paris, France
- 2007	Musée de la Cité Interdite, Beijing, Chine
- 1998	Hong Kong convention and Exhibition Centre, Hong Kong, Chine
- 1984	Inauguration du musée Fan Zeng à Okayama, Japon

## Publications
Fan Zeng est aussi un écrivain prolifique. Il est l’auteur de plus de 150 ouvrages parmi lesquels on compte des recueils de poésies, des études historiques, littéraires et philosophiques portant notamment sur Lao Tseu, Tchouang-tseu et Confucius, dont 119 ont trouvé place à la Bibliothèque nationale de Chine.
Édition bilingue
- 2004 - « Hua Wai Hua » Édition Bilingue (Chinois-Anglais)
- 2005 – « Fan Zeng Le Vieux Sage et l’Enfant »   (ISBN 2-226-14906-6)